# Quinigua
Quinigua (auch Guinigua oder Quinicuane) war eine indigene Sprache, die früher im Bundesstaat Nuevo León im Nordosten Mexikos gesprochen wurde. Es ist heute ausgestorben. Seine genetische Klassifikation ist unklar.

## Verbreitung und Geschichte
Das Quinigua war die Sprache der Borrado, eines nomadischen Volks von Jägern und Sammlern, das im Raum zwischen der Sierra Madre Oriental und der Sierre Tamaulipa la Nueva, zwischen dem Rio Grande und dem Río del Pilón Grande lebte. Die Sprache ist vor allem in Form von Einzelwörtern dokumentiert, die in Dokumenten des Stadtarchivs von Monterrey aus der Zeit zwischen dem Ende des 16. und dem Ende des 18. Jahrhunderts enthalten sind. Sie starb vor 1820 aus.

## Klassifikation
Aufgrund des Mangels an Daten ist eine definitive Aussage über die genetische Verwandtschaft des Quinigua mit anderen Sprachen nicht möglich. Bereits vor der Entdeckung des heute bekannten Sprachmaterials durch Eugenio del Hoyo im Jahr 1960 spekulierten zahlreiche Autoren über eine Zuordnung zu den tamaulipekischen, athapaskischen oder Hoka-Sprachen. Morris-Swadesh klassifizierte die Sprache der Borrado 1959 (gemeinsam u. a. mit Coahuiltekisch und Karankawa) als Makro-Yuma-Sprache. Auf der Grundlage der von del Hoyo entdeckten Materialien schloss Karl-Heinz Gursky 1964 aus, dass Quinigua zur coahuiltekischen Sprachfamilie gehört, bewertete es aber als wahrscheinlich, dass es zur Hoka-Coahuiltekisch-Gruppe gehört und somit zumindest eine entfernte Verwandtschaft zu den coahuiltekischen Sprachen vorliegt. Joseph Greenberg klassifizierte Quinigua 1987 ebenfalls als Teil der Hoka-Sprachen, während Terrence Kaufman diese Klassifikation 1988 als zweifelhaft einstufte.

## Lexikon
Die folgende Tabelle listet einige Beispielwörter nach Eugenio del Hoyo (in Originalorthographie).
| Quinigua | Deutsch   |
| -------- | --------- |
| ama      | Erde      |
| an(ama)  | essen     |
| ca       | Fisch     |
| cai      | Kopf      |
| carama   | Hund      |
| cun      | Kaninchen |
| mau      | Hirsch    |
| paac     | Regen     |
| ta       | dick      |
| ug       | weiß      |
| ya       | groß      |